# Kabupaten de Sambas
Pour l’article homonyme, voir Sambas.
Le kabupaten de Sambas, en indonésien Kabupaten Sambas, est un kabupaten de la province indonésienne de Kalimantan occidental dans l'île de Bornéo. Son chef-lieu est la ville du même nom.
Le kabupaten est situé sur la côte occidentale de l'île, à l'extrémité nord de la province. Sa superficie est de 6 394,7 km2, soit 4,4 % de la superficie de la province. La longueur de sa bande côtière est de 128,5 km et celle de la frontière internationale avec la Malaisie, de 97 km.
En 2010, la population du kabupaten était de 496 116 habitants, ce qui donne une densité de 77 hab./km2.

## Histoire

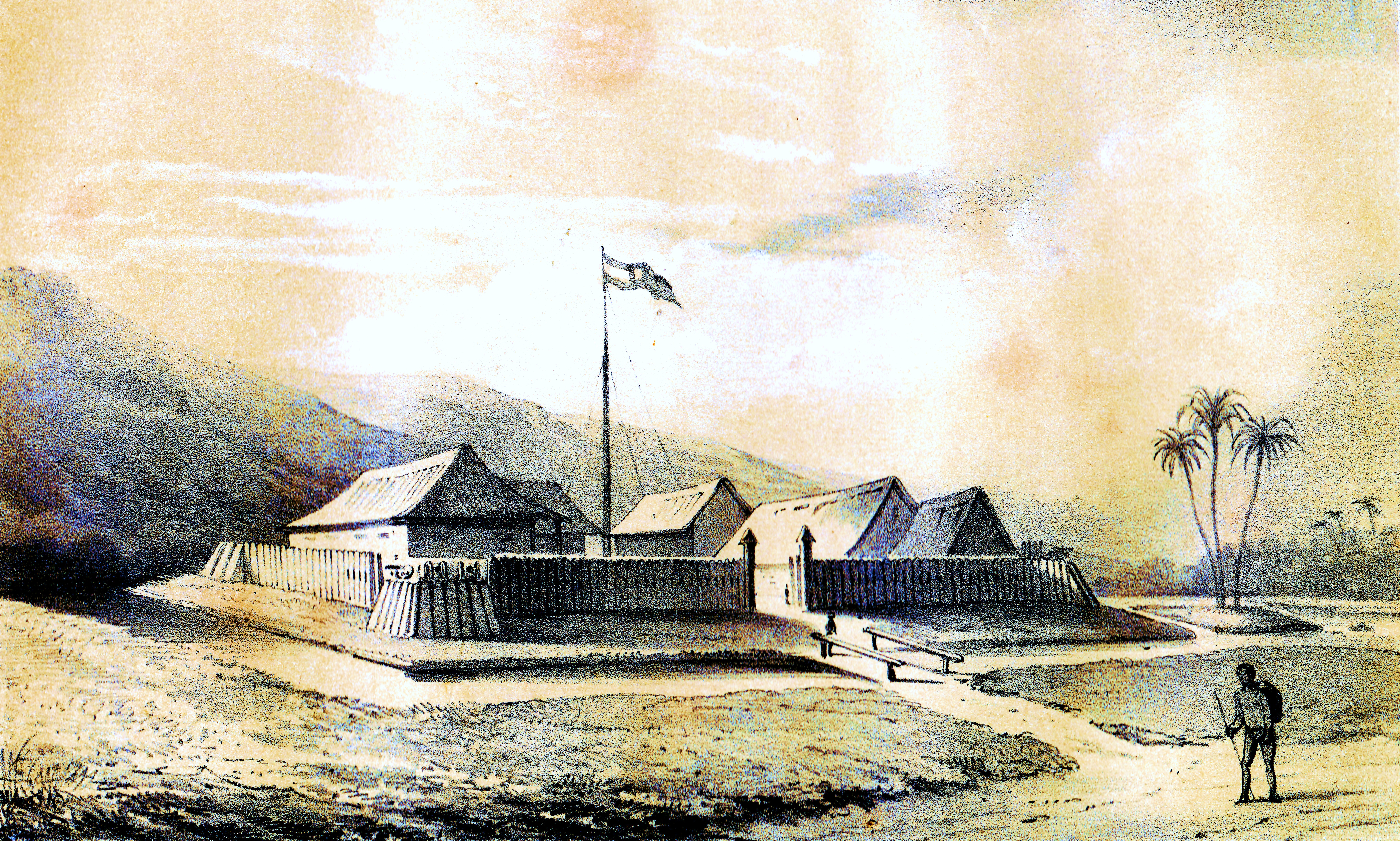
Le fort de Sambas (1859)